# 1987年墨西哥湾热带风暴
1987年墨西哥湾热带风暴是1987年大西洋飓风季形成的第二个热带气旋和首场热带风暴，在美国墨西哥湾沿岸地区引发洪灾。系统源自8月9日德克萨斯州东南方向墨西哥湾内的东风波，起初属热带低气压，之后在朝西北偏北方向移动期间略有增强，于当晚达到热带风暴标准。8月10日，气旋从加尔维斯敦和博蒙特之间登陆。风暴在进入陆地上空后减弱并转向东进，之后又转朝东南方向移动。8月15日，气旋短暂返回墨西哥湾上空，但很快又从佛罗里达州上岸，最终于8月17日在乔治亚州东部上空逐渐消散。
这场风暴的强度不高，所以直接造成的破坏程度很轻。气旋产生暴雨，降雨量最高的密西西比州南部达535毫米，引发的洪灾迫使400余人撤离家园，部分民居的洪水有61到122厘米深。另外，阿拉巴马州、佛罗里达州和路易斯安那州都出现山洪爆发。整场风暴一共造成740万美元（1987年美元）的损失，有一人因海况恶劣从船上落水后失踪。

## 气象历史
1987年7月29日，有东风波离开非洲西海岸进入大西洋，沿撒哈拉空气层的南部边缘向西移动，并因大量干燥空气的制约导致此后数天都没有发展出多少对流。8月上旬行进至小安的列斯群岛附近海域后，外界大气环境变得有利于热带天气系统发展。系统逐渐穿越加勒比海，在此期间组织结构逐渐改善，并在发展出中层环流后不久于8月7日进入中美洲上空。次日，东风波的北部同墨西哥湾上空的冷心低压相互影响，促使下层环流于8月9日形成并呈现出热带系统特征。接下来两天里，系统总体朝西北偏北方向逼近德克萨斯州海岸。受高空反气旋影响，系统的外流变得更加明显，对流强度和覆盖范围都有提升。据美国国家飓风中心估算，系统于协调世界时中午12点左右在德克萨斯州加尔维斯敦东南偏南方向约235公里海域发展成热带低气压。
成为热带气旋数小时后，系统的对流结构出现消退，表明风暴正在减弱；但从附近石油平台的观测情况看，其风速却在逐渐升高。8月9日晚，多个平台测得热带风暴强度大风，气象机构因此估计热带低气压已增强成热带风暴。但在当时的实际操作中，美国国家飓风中心认为这些石油平台所测风速并非源自气旋，而是局部性的对流活动，直至风暴过后重新分析时才认定系统当时已属热带风暴。受此影响，气象部门没有为这场风暴命名，其正式名称就叫“无名热带风暴”。此外，气旋内的最强风力远离环流中心，这说明风暴同亚热带气旋类似。
气旋强度不高，达到风力时速75公里的最高强度后于8月10日早上6点从加尔维斯敦和博蒙特之间登陆德克萨斯州海岸。进入陆地上空后，风暴逐渐减弱，在德克萨斯州和路易斯安那州边界附近弱化成热带低气压，并开始逐渐向东南偏东转向。8月12日，系统在密西西比州中部上空达到1007毫巴（百帕，29.7英寸汞柱）的最低气压值。8月15日，低气压经过佛罗里达州西北狭长地带后回到墨西哥湾，但未经发展就很快从佛罗里达州圣马克附近登陆，然后在陆地上空行进期间逐渐消散，于8月17日在乔治亚州上空失去踪影。

## 防灾措施和影响

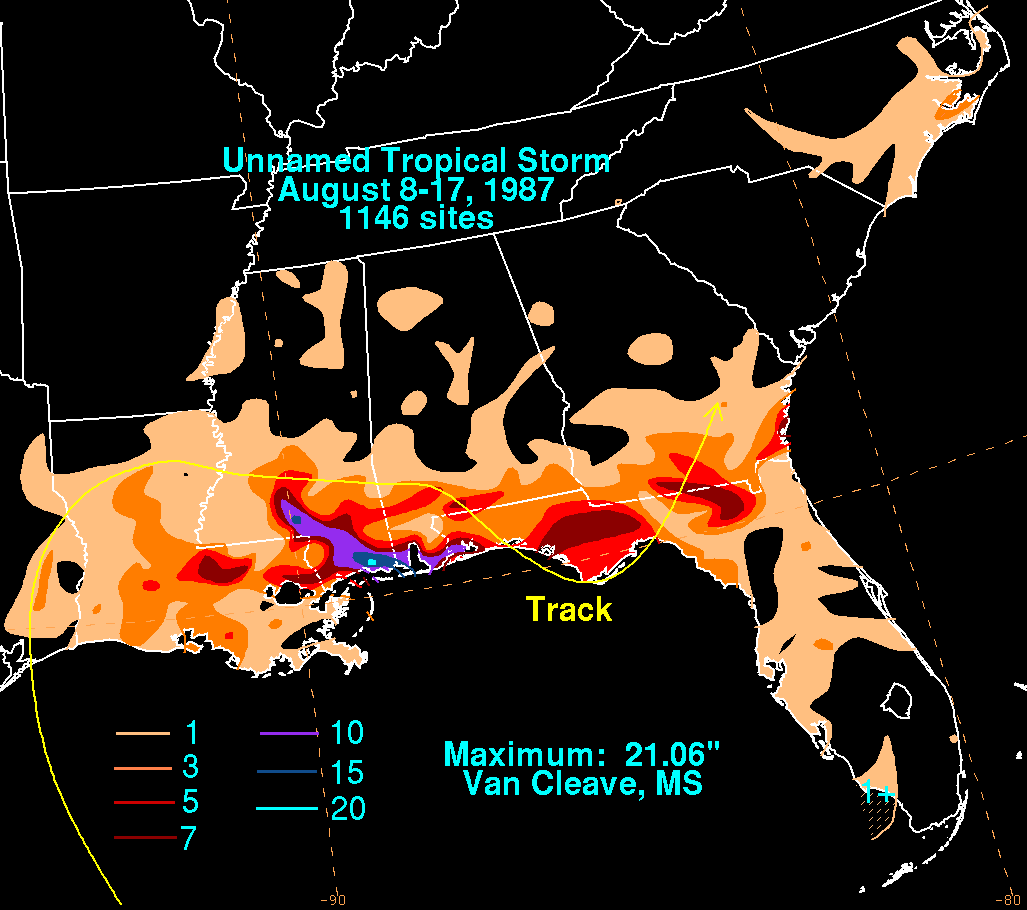
无名热带风暴在美国东南部的降水分布

气旋归类成热带低气压时距陆地不远，之后的强度也难以确定，这对气象机构的预测工作构成挑战，气象学家称这种情况“生动阐述了美国国家飓风中心面临的重大技术问题。”气象机构认为风暴可能增强，因此于8月9日向德克萨斯州马塔哥达县的马塔哥达（Matagorda）到路易斯安那州摩根城之间的美国墨西哥湾沿岸地区发布史上第一份热带风暴警告。1987年以前，气象部门向预计风速超过每小时63公里的地区发布的是烈风警告。8月10日气旋登陆并减弱后，热带风暴警告相应中止。美国海岸警卫队建议船只停在港内，避开风暴产生的大规模涌浪。此外，多个石油平台将非关键岗位上的工作人员撤离。。8月13日时，随着风暴残留缓慢经过，密西西比州、阿拉巴马州和佛罗里达州多地已进入山洪爆发观察预警生效状态。
美国各地共因这场热带风暴遭受价值740万美元（1987年美元）的破坏，其中大部分是因洪灾引起。因海况恶劣，一名女性在船上被拋落水后失踪。气旋在南部各州大范围地区产生降水，多地测得的雨量超过130毫米。虽然风暴是从德克萨斯州登陆，但由于其结构不对称，该州的降雨量并不高，最高的兰德尔县安巴杰（Umbarger）测得108毫米雨量。路易斯安那州有许多街道因水位高涨无法通行，造成大范围交通延误。全美以密西西比州受灾最为严重，降雨量普遍达到300毫米，最高的范克劳馥（Vancleave）高达535毫米，导致多条河流沿线出现重大山洪爆发，比洛克西河（Biloxi River）的浪头有5.1米高，刷新历史纪录。不断上涨的水位迫使400余人撤离，多户民居的积水有61到122厘米深。马里昂县的哥伦比亚（Columbia）在短短8小时里就降下310毫米雨量，引发的山洪又令一个小型水坝被部分冲毁。更东面的阿拉巴马州鲍德温县和佛罗里达州彭萨科拉均有多条道路因水淹导致无法通行，路段暂时封闭。此外，系统还在莫比尔县催生出一场持续时间很短的龙卷风，但没有因此造成破坏。